# Кромвелл, Джон
Джон Кромвелл (англ. John Cromwell), настоящее имя — Элвуд Дэйгер Кромвелл (англ. Elwood Dager Cromwell) (23 декабря 1887 года — 26 сентября 1979 года) — американский актёр, режиссёр и продюсер театра и кино, работавший на протяжении 1910—70-х годов.
По словам кинокритика Хэла Эриксона, «первую фазу своей карьеры Кромвелл провёл как романтический театральный актёр». Как отмечает сайт Turner Classic Movies, «добившись успеха на бродвейской сцене (в качестве актёра, режиссёра и продюсера), в конце 1920-х годов в возрасте 40 лет Кромвелл отправился в Голливуд, где стал способным мастером по созданию изысканных, порой исключительных студийных картин, обладая особым талантом добиваться поразительно сильной актёрской игры даже от посредственных актёров».
Кинокритик Джон Хопвуд отмечает, что «как режиссёр Кромвелл избегал броской операторской работы, так как считал, что она отвлекает как от самой истории, так и от игры актёров». А «кинокритик Эндрю Саррис обобщил карьеру Кромвелла словами „шерше ля фамм“, подразумевая, что у него был талант добиваться первоклассной игры от актрис». Типичными в этом плане, по мнению Сарриса, стали его «режиссёрские работы „Энн Викерс“ (1933) с Айрин Данн, „Бремя страстей человеческих“ (1934) с Бетт Дейвис, и „Я мечтаю слишком много“ (1935) с оперной дивой Лили Понс». Однако Хэл Эриксон считает, что такая "оценка Сарриса была ограниченной: Кромвелл также умел делать и мужские исторические драмы, такие как «Пленник Зенды» (1937) и «Линкольн в Иллинойсе» (1940). Кроме того, Кромвелл был одним из заметных представителей жанра фильм нуар, о чём свидетельствуют его картины «Алжир» (1938), «Рассчитаемся после смерти» (1947) и «В клетке» (1950).
В 1938 году фильм Кромвелла «Пленник Зенды» (1937) на Венецианском кинофестивале был номинирован на Кубок Муссолини как лучший иностранный фильм, в 1946 году его фильм «Анна и король Сиама» (1946) был номинирован на Гран-при Каннского кинофестиваля, а в 1950 году «В клетке» (1950) был номинирован на премию Золотой лев Венецианского кинофестиваля.

## Ранние годы. Театральная карьера
Джон Кромвелл родился 23 декабря 1887 года в Толидо, штат Огайо.
В 1912 году Кромвелл дебютировал на Бродвее в спектакле «Маленькие женщины», который стал хитом и выдержал 184 представления. В 1913 году он впервые выступил в качестве театрального режиссёра, поставив пьесу «Написанная женщина», которая выдержала всего два представления и была снята со сцены. В 1914 году Кромвелл поставил (сыграв также в нём одну из ролей) спектакль «Слишком много Куков», который добился большого успеха и был показан 223 раза.
В общей сложности «между февралём 1914 года и октябрём 1971 года Кромвелл сыграл в 38 бродвейских постановках, поставил в качестве режиссёра 11 спектаклей и был продюсером ещё семи».
«Вершинами бродвейской актёрской карьеры Кромвелла были многократные роли в пьесах Бернарда Шоу. В частности, он сыграл Чарльза Ломакса в оригинальной бродвейской версии пьесы Шоу „Майор Барбара“ (1915), и капитана Кирни в спектакле „Обращение капитана Брассбаунда“ (1916). Позднее Кромвелл сыграл в бродвейских постановках пьес Шоу „Святая Иоанна“ (1936) и „Пигмалион“ (1945)».
Кроме того, как пишет Хопвуд, «Кромвел неоднократно выходил на сцену в постановках по произведениям Вильяма Шекспира: он играл Париса в „Ромео и Джульетте“ (1935), Розенкранца — в „Гамлете“ (1936) и Леннокса — в „Шотландской пьесе“ по „Макбету“ (1948) с Майклом Редгрейвом в главной роли».
В 1927 году Кромвелл играл в успешном спектакле «Рэкет», который выдержал 119 представлений. Впоследствии по этой пьесе было поставлено два одноимённых фильма — в 1928 году и в 1951 году, причём второй фильм поставил Кромвелл.

## Начало кинокарьеры (1928—34)
В 1928 году, находясь на гастролях в Лос-Анджелесе, Кромвелл подписал контракт со студией «Парамаунт Пикчерз» в качестве актёра и режиссёра-стажёра. В 1929 году Кромвелл дебютировал в качестве актёра в одной из первых звуковых комедий «Болван» (1929) с Рут Чаттертон и Фредериком Марчем в главных ролях. Затем он совместно с А. Эдвардом Сазерлендом поставил два звуковых фильма — музыкальные мелодрамы «Близкая гармония» (1929) и «Танец жизни» (1929). Затем Кромвелл, уже самостоятельно, поставил экшн-мелодраму «Могучий» (1929) про бывшего гангстера (Джордж Бэнкрофт), прошедшего Первую мировую войну и вернувшегося в небольшой городок, чтобы стать комиссаром местной полиции. Картина, по мнению Хопвуда, «отличалась новаторским использованием звука».
В 1930 году Кромвелл поставил три картины: мелодраму из жизни азартных игроков «Улица везения» (1930) с Уильямом Пауэллом, Джин Артур и Кэй Фрэнсис, вестерн «Техасец» (1930) с Гэри Купером и Фэй Рэй и приключенческую драму-комедию «Том Сойер» (1930) по Марку Твену с участием Джеки Кугана, «в которых проявился кинематографический талант Кромвелла».
Криминальная мелодрама «Бульварная газета» (1931) посвящена безжалостному редактору газеты скандальных новостей (Джордж Бэнкрофт), который, узнав о романе своей красавицы-жены (Кэй Фрэнсис) с беспринципным банкиром (Клайв Брук), сначала порочит его через свою газету, а затем убивает. Действие мелодрамы «Неверная» (1931) с участием Рут Чаттертон и Пола Лукаса рассказывает о британской светской даме, которая делает вид, что завела роман на стороне, чтобы скрыть измену своей невестки. В криминальной драме «Полиция нравов» (1931) высокопоставленный дипломат (Пол Лукас) становится объектом шантажа со стороны продажных полицейских из отдела нравов.
В 1933 году Кромвелл поставил романтическую комедию «Супружество» (1933) с Энн Хардинг и Уильямом Пауэллом, мелодраму «Серебряная пуповина» (1933) с Айрин Данн и Джоэлом МакКри и драму «Никчемные люди» (1933) с Лайонелом Бэрримором о владельце сети дорогих универмагов в Чикаго и его четырёх детях, не желающих продолжать дело отца.
Как пишет Хопвуд, «Кромвелл сделал себе имя с картинами „Энн Викерс“ (1933) с Айрин Данн и „Бремя страстей человеческих“ (1934) с Лесли Говардом и Бетт Дейвис, двумя фильмами студии РКО, снятыми по романам признанных писателей — Синклера Льюиса и Сомерсета Моэма соответственно». Оба фильма столкнулись с цензурными проблемами. В романе Льюиса «Энн Викерс» заглавная героиня была реформатором тюрем и борцом за контроль над рождаемостью, которая, состоя в браке, заводит роман с судьёй, обладающим сомнительной репутацией, и даже рожает от него ребёнка. Католическая церковь осудила как роман, так и первый вариант сценария. Комитет по студийным отношениям (КСО) во главе с Джеймсом Уингейтом (замом которого был будущий глава Администрации производственного кодекса (АПК), ярый католик Джозеф Брин) осудил сценарий как «вульгарно оскорбительный» ещё до начала производства картины. Комитет по студийным отношениям, который осуществлял надзор за соблюдением Производственного кодекса, отказался утвердить сценарий, если в него не будут внесены существенные изменения. В итоге студия согласилась сделать Викерс незамужней женщиной на момент её романа, устранив таким образом вопрос об адюльтере, и фильм получил одобрение. Битва вокруг «Энн Викерс» стала одной из причин создания в 1934 году более влиятельной и авторитетной организации — Администрации производственного кодекса, которая сменила Комитет по студийным отношениям. В 1934 году Джозеф Брин, ставший главой АПК, выступил с предупреждением, что сценарий фильма «Бремя страстей человеческих» (1934) является «крайне оскорбительным», так как проститутка «Милдред», в которую влюбляется главный герой, студент-медик Филип Кэйри, болеет сифилисом. Брин потребовал, чтобы Милдред была не проституткой, а официанткой, и чтобы вместо сифилиса она болела бы туберкулёзом. Студия РКО уступила по всем пунктам, так как АПК, в отличие от Комитета по студийным отношениям, получила право взимать штраф 25 тысяч долларов за нарушение Производственного кодекса. Несмотря на внесённые изменения, Легион приличия Католической церкви осудил фильм, однако, «кажется, осуждение со стороны Легиона только увеличило зрительскую аудиторию». Игра в этом фильме принесла актрисе Бетт Дейвис её первую номинацию на Оскар как исполнительнице главной роли.

## Продолжение кинокарьеры (1935—51)
По мнению Хопвуда, наиболее значимыми фильмами Кромвелла в последующее десятилетие стали «Юный лорд Фаунтлрой» (1936), «Пленник Зенды» (1937), «Алжир» (1938), «Линкольн в Иллинойсе» (1940), «С тех пор как ты ушёл» (1944) и «Анна и король Сиама» (1946).
Семейная история «Юный лорд Фаунтлрой» (1936) рассказывает об американском мальчике, который оказывается наследником титула и состояния в Британии, и отправляется в эту страну, чтобы жить под присмотром холодного и сухого опекуна. Мелодрама «Мэри — с любовью» (1936) с участием Уорнера Бакстера и Мирны Лой рассказывает о супружеской жизни молодой пары с 1925 по 1935 год. На следующий год Кромвелл поставил приключенческий фильм «Пленник Зенды» (1937) об английском джентльмене, оказавшемся по стечению обстоятельств на троне вымышленного государства Руритания, отличался сильным актёрским составом, включавшем Рональда Колмана, Мадлен Кэрролл, Дугласа Фэрбенкса-младшего, Рэймонда Мэсси, Дэвида Нивена и Мэри Астор. В 1938 году фильм был номинирован на Оскары за лучшую художественную постановку и лучшую музыку, а в 1991 году был отобран для хранения в Национальном реестре фильмов США как имеющий особое культурное и историческое значение.
В 1938 году Кромвелл поставил свой первый фильм нуар «Алжир», ремейк успешной французской криминальной мелодрамы «Пепе ле Моко» (1937). Главные роли в фильме исполнили Шарль Буайе и Хеди Ламарр в своей первой голливудской роли, что привлекло к фильму дополнительный интерес. Фильм был номинирован на четыре Оскара, в том числе, лучшему актёру в главной роли (Буайе), лучшему актёру в роли второго плана (Джин Локхарт), за лучшую операторскую работу (Джеймс Вонг Хоу) и лучшую художественную постановку (Александер Толубофф) .
За мелодрамой из богатой жизни «Только номинально» (1939) с участием Кэри Гранта и Кэрол Ломбард последовала биографическая драма «Линкольн в Иллинойсе» (1940), рассказывающая о жизни Абрахама Линкольна непосредственно перед избранием его президентом в 1860 году. За работу в этом фильме номинаций на Оскар были удостоены исполнитель главной роли Рэймонд Мэсси и оператор Джеймс Вонг Хоу.
Приключенческая лента «Победа» (1940) по роману Джозефа Конрада рассказывает о британском дворянине (Фредерик Марч), живущем в затворничестве на одном из полинезийских островов, который вынужден вернуться к реальной жизни и вступить в борьбу с группой головорезов. Драма «Так заканчивается ночь» (1941) по роману Эриха Марии Ремарка рассказывала о преследовании нацистами евреев в 1930-е годы, главные роли в картине исполнили Фредерик Марч, Маргарет Саллаван и Гленн Форд. Действие приключенческой картины «История Бенджамина Блейка» (1942) происходит на рубеже XVIII—XIX веков в Англии и Полинезии, где заглавный герой прокладывает путь к богатству и восстановлению своего доброго имени; главные роли в картине сыграли Тайрон Пауэр, Джин Тирни и Джордж Сэндерс.
Большого успеха добилась сентиментальная мелодрама военного времени «С тех пор как ты ушёл» (1944), которая рассказывает о жизни семьи, глава которой ушёл служить на войну. Главные роли в картине исполнили Клодетт Кольбер, Дженнифер Джонс, Джозеф Коттен и Монти Вулли. Фильм был выдвинут на премию Оскар в девяти номинациях: Лучший фильм, Лучшая женская роль (Колбер), Лучшая мужская роль второго плана (Вулли), Лучшая женская роль второго плана (Джонс), Лучшая музыка (Макс Стайнер), Лучшая операторская работа (Стэнли Кортез, Ли Гармс), Лучшие визуальные эффекты, Лучшая работа художника-постановщика (Марк-Ли Кирк, Виктор А. Ганджелин) и Лучший монтаж, но выиграл всего одну статуэтку — за лучшую музыку.
Романтическая мелодрама «Зачарованный коттедж» (1945) была посвящена истории изуродованного на войне солдата (Роберт Янг) и скромной горничной (Дороти МакГуайр), которые сближаются от одиночества и отчаяния, а возникшая любовь помогает им преодолеть свои природные недостатки. Историческая романтическая драма «Анна и король Сиама» (1946) с участием Айрин Данн и Рекса Харрисона рассказывала об англичанке, которая в 1862 году приехала работать гувернанткой в семью сиамского короля и, в конце концов, стала его другом.
В 1947 году Кромвелл поставил фильм нуар «Рассчитаемся после смерти» (1947), в котором вернувшийся со Второй мировой войны парашютист (Хамфри Богарт) начинает расследование бегства и последующей гибели своего боевого товарища, «запутываясь в сетях преступного мира, убийств и любви». Партнёршей Богарта стала красавица Лизабет Скотт, в характере которой уживаются как криминальные, так и добрые намерения. Назначение Кромвелла на фильм состоялось по просьбе Богарта, который был признателен режиссёру за то, что тот ещё в 1922 году дал ему, тогда ещё никому не известному актёру, его первую роль в своём бродвейском спектакле «Дрейф».
В 1950 году последовал фильм «В клетке», который «считается лучшим женским тюремным фильмом, представляющим союз социальной драмы и стилизованного мира фильма нуар». Фильм рассказывает о 19-летней вдове (Элинор Паркер), которая оказывается в тюрьме за незначительное преступление. Сталкнувшись там с жестокостью и цинизмом начальства, она разочаровывается в жизни и постепенно превращается в закоренелую преступницу. Фильм получил три номинации на Оскар: за лучший сценарий, лучшей актрисе в главной роли (Паркер) и лучшей актрисе в роли второго плана (Хоуп Эмерсон). За этот фильм на Венецианском кинофестивале 1950 года Кромвелл был номинирован на Золотого льва, а Паркер завоевала премию лучшей актрисе.
В фильме нуар «Рэкет» (1951) сталкиваются босс криминального синдиката (Роберт Райан) и неподкупный полицейский (Роберт Митчем), разоблачающий с помощью подружки гангстера (Лизабет Скотт) коррупционные связи синдиката с органами власти. Фильм поставлен по пьесе Барлетта Кормака, которая шла на Бродвее в 1927—28 годах, роль капитана полиции в той постановке играл сам Кромвелл.

## Чёрный список Голливуда. Продолжение Бродвейской карьеры (1951—58)
В 1951—58 годах Кромвелл был включён в чёрный список Голливуда и фактически был лишён возможности работать в кино. В этот период Кромвелл много работал на Бродвейской сцене, в 1952 году даже завоевав Премию Тони как лучший актёр второго плана за роль в бродвейской пьесе «Точка невозврата» (1951) с Генри Фондой в главной роли.

## Завершение кинокарьеры
Вернувшись в Голливуд семь лет спустя, Кромвелл поставил свой очередной фильм «Богиня» (1958) с Ким Стэнли в главной роли, который рассказывает историю кинозвезды, отдалённо напоминающую биографию Мерилин Монро. Сценарист картины Пэдди Чаефски за свою работу был удостоен номинации на Оскар.
После этой картины Кромвелл поставил ещё две второстепенные криминальные мелодрамы — «Падальщики» (1959) и «Вопрос морали» (1961), ставшие его последними работами в качестве режиссёра.
После долгого перерыва Кромвелл вернулся в кино в восьмидесятилетнем возрасте как актёр, сыграв в двух фильмах Роберта Олтмена — «Три женщины» (1977) и «Свадьба» (1978), после чего Кромвелл заявил о своей отставке.

## Общественная деятельность и личная жизнь
В 1944—46 годах Кромвелл был президентом Гильдии кинорежиссёров США.
Кромвелл был женат четыре раза, все его жёны были актрисами. В третьем браке с Кэй Джонсон у него родилось двое сыновей, один из которых, Джеймс Кромвелл, стал успешным актёром.

## Смерть
Джон Кромвелл умер 26 сентября 1979 года в Санта-Барбаре, Калифорния, в возрасте 91 года.

## Признание
Кромвелл снял 10 актёров и актрис в ролях, за которые они были номинированы на Оскар:
| Год  | Актёр/Актриса   | Фильм                              | Категория                           |
| ---- | --------------- | ---------------------------------- | ----------------------------------- |
| 1935 | Бетт Дейвис     | Бремя страстей человеческих (1934) | Лучшая актриса в главной роли       |
| 1939 | Шарль Буайе     | Алжир (1938)                       | Лучший актёр в главной роли         |
| 1939 | Джин Локхарт    | Алжир (1938)                       | Лучший актёр в роли второго плана   |
| 1941 | Рэймонд Мэсси   | Линкольн в Иллинойсе (1940)        | Лучший актёр в главной роли         |
| 1945 | Клодетт Кольбер | С тех пор как ты ушёл (1944)       | Лучшая актриса в главной роли       |
| 1945 | Монти Вулли     | С тех пор как ты ушёл (1944)       | Лучший актёр в роли второго плана   |
| 1945 | Дженнифер Джонс | С тех пор как ты ушёл (1944)       | Лучшая актриса в роли второго плана |
| 1947 | Гейл Сондергард | Анна и король Сиама (1946)         | Лучшая актриса в роли второго плана |
| 1951 | Элинор Паркер   | В клетке (1950)                    | Лучшая актриса в главной роли       |
| 1951 | Хоуп Эмерсон    | В клетке (1950)                    | Лучшая актриса в роли второго плана |

## Фильмография
| Год  | Название                    | Оригинальное название                    | В каком качестве | В каком качестве | В каком качестве            |
| Год  | Название                    | Оригинальное название                    | Режиссёр         | Актёр            | Роль                        |
| ---- | --------------------------- | ---------------------------------------- | ---------------- | ---------------- | --------------------------- |
| 1929 | Болван                      | The Dummy                                |                  | Да               | Уолтер Бэббинг              |
| 1929 | Близкая гармония            | Close Harmony                            | Да               | Да               | привратник                  |
| 1929 | Танец жизни                 | The Dance of Life                        | Да               |                  |                             |
| 1929 | Могучий                     | The Mighty                               | Да               | Да               | мистер Джеймисон            |
| 1930 | Улица везения               | Street of Chance                         | Да               | Да               | Имбри                       |
| 1930 | Техасец                     | The Texan                                | Да               |                  |                             |
| 1930 | Для защиты                  | For the Defense                          | Да               | Да               | второй репортёр на процессе |
| 1930 | Том Сойер                   | Tom Sawyer                               | Да               |                  |                             |
| 1931 | Бульварная газета           | Scandal Sheet                            | Да               |                  |                             |
| 1931 | Неверная                    | Unfaithful                               | Да               |                  |                             |
| 1931 | Полиция нравов              | The Vice Squad                           | Да               |                  |                             |
| 1931 | Прихоть богача              | Rich Man’s Folly                         | Да               |                  |                             |
| 1932 | Мир и плоть                 | World and the Flesh                      | Да               |                  |                             |
| 1933 | Никчёмные люди              | Sweepings                                | Да               |                  |                             |
| 1933 | Серебряная пуповина         | The Silver Cord                          | Да               |                  |                             |
| 1933 | Супружество                 | Double Harness                           | Да               |                  |                             |
| 1933 | Энн Викерс                  | Ann Vickers                              | Да               |                  |                             |
| 1934 | Злючка                      | Spitfire                                 | Да               |                  |                             |
| 1934 | Этот человек мой            | This Man Is Mine                         | Да               |                  |                             |
| 1934 | Бремя страстей человеческих | Of Human Bondage                         | Да               |                  |                             |
| 1934 | Фонтан                      | The Fountain                             | Да               |                  |                             |
| 1935 | Деревенская сказка          | Village Tale                             | Да               |                  |                             |
| 1935 | Ялна                        | Jalna                                    | Да               |                  |                             |
| 1935 | Я мечтаю слишком много      | I Dream Too Much                         | Да               |                  |                             |
| 1936 | Юный лорд Фаунтлерой        | Little Lord Fauntleroy                   | Да               |                  |                             |
| 1936 | Мэри — с любовью            | To Mary — with Love                      | Да               |                  |                             |
| 1936 | Банджо на моём колене       | Banjo on My Knee                         | Да               |                  |                             |
| 1937 | Пленник Зенды               | The Prisoner of Zenda                    | Да               |                  |                             |
| 1938 | Приключения Марко Поло      | The Adventures of Marco Polo             | Да               |                  |                             |
| 1938 | Алжир                       | Algiers                                  | Да               |                  |                             |
| 1939 | Созданы друг для друга      | Made for Each Other                      | Да               |                  |                             |
| 1939 | Только номинально           | In Name Only                             | Да               |                  |                             |
| 1940 | Линкольн в Иллинойсе        | Abe Lincoln in Illinois                  | Да               | Да               | Джон Браун                  |
| 1940 | Победа                      | Victory                                  | Да               |                  |                             |
| 1941 | Так заканчивается наша ночь | So Ends Our Night                        | Да               |                  |                             |
| 1942 | История Бенджамина Блейка   | Son of Fury: The Story of Benjamin Blake | Да               |                  |                             |
| 1944 | С тех пор как ты ушёл       | Since You Went Away                      | Да               |                  |                             |
| 1945 | Зачарованный коттедж        | The Enchanted Cottage                    | Да               |                  |                             |
| 1946 | Анна и король Сиама         | Anna and the King of Siam                | Да               |                  |                             |
| 1947 | Рассчитаемся после смерти   | Dead Reckoning                           | Да               |                  |                             |
| 1948 | Ночная песня                | Night Song                               | Да               |                  |                             |
| 1950 | В клетке                    | Caged                                    | Да               |                  |                             |
| 1951 | Круг её общения             | The Company She Keeps                    | Да               | Да               | полицейский                 |
| 1951 | Рэкет                       | The Racket                               | Да               |                  |                             |
| 1957 | Совершенно секретное дело   | Top Secret Affair                        |                  | Да               | генерал Дэниэл А. Гримшоу   |
| 1958 | Богиня                      | The Goddess                              | Да               |                  |                             |
| 1959 | Падальщики                  | The Scavengers                           | Да               |                  |                             |
| 1961 | Вопрос морали               | A Matter of Moral                        | Да               |                  |                             |
| 1977 | Три женщины                 | 3 Women                                  |                  | Да               | мистер Роуз                 |
| 1978 | Свадьба                     | A Wedding                                |                  | Да               | епископ Мартин              |